# Cornwall, the English Riviera
Cornwall, the English Riviera è un cortometraggio muto del 1913 diretto da Charles J. Brabin.

## Produzione
Il film - girato in Cornovaglia - fu prodotto dalla Edison Company.

## Distribuzione
Distribuito dalla General Film Company, il film - un documentario di 120 metri - uscì nelle sale cinematografiche degli Stati Uniti il 17 settembre 1913. Nelle proiezioni, veniva programmato con il sistema dello split reel, accorpato in un'unica bobina con un altro cortometraggio prodotto dalla Edison, la commedia The Comedian's Downfall.